# 游學修
游學修（英語：Neo Yau Hawk Sau，1990年9月24日—），出生於香港，香港男演員、導演及編劇，2020年開始同時為YouTuber。2024年憑電影《看我今天怎麼說》入圍第61屆金馬獎最佳男主角及第43屆香港電影金像獎最佳男主角。

## 簡歷
根據游學修父親在一次訪問中提及，「學修」二字源於著名香港漫畫／書法家嚴以敬（筆名「阿虫」）所書的一句：由簡而繁為之學，由繁至簡為之修。
游學修小學時期就讀博愛醫院歷屆總理聯誼會鄭任安夫人學校下午校，中學時就讀於屯門仁愛堂田家炳中學，預科就讀於新生命教育協會平安福音中學，畢業於香港演藝學院的電影電視學院，主修編劇學系學士課程。
在2014年，以網絡創作團體「學舌鳥 Mocking Jer」主要人物活躍。於同年9月接拍了由黃修平導演的《哪一天我們會飛》，片中以主角彭盛華一角為大家所認識。
ViuTV劇集《仇老爺爺》是游學修首部自編自導自演的作品，由2017年開始構思這個故事，之後拍攝到正式播映，差不多花了兩年半，他直認是因為在時間控制上有所不足，才令作品遲遲未能面世。
在2020年，因2019冠狀病毒病疫情肆虐而令電影業大受打擊，開始成為YouTuber，開設YouTube頻道《今晚修你皮》。10月底時，又與蘇致豪和許賢合辦YouTube頻道《試當真》。
在2023年中，與ERN9組成男子組合N9，並於2023年6月13日發表第一首派台歌。
2024年，游學修憑電影《看我今天怎麼說》入圍第61屆金馬獎最佳男主角，是他出道以來首獲影帝提名。

## 感情生活
在2015年12月1日，游學修與《哪一天我們會飛》的女演員蘇麗珊公開戀情，但於2016年，因性格不合而分手。
2019年，因為其女朋友曾樂彤不滿被指咪嘴隨即於社交媒體發文「micnlm」爆粗而飽受批評，游學修加入罵戰，翌日兩人雙雙替自己的失言道歉。二人於2020年中分手。
2022年4月28日，在社交媒體主動公開與陳苡臻戀情。

## 演出作品
註：以組合名義參與的演出，請參閱N9#演出。

### 電視劇
| 年份   | 電視台   | 劇名                        | 角色             | 備註                 |
| ------ | -------- | --------------------------- | ---------------- | -------------------- |
| 2015年 | 港台電視 | 《獅子山下2015－一場飯局》  | 譚家銘（青年版） | 第1集                |
| 2016年 | ViuTV    | 《瑪嘉烈與大衛系列 - 綠豆》 | 趙子龍（青年版） |                      |
| 2016年 | ViuTV    | 《三一如三》                | 莫志凡           |                      |
| 2016年 | 港台電視 | 《有倉出租》                | 廖學修           | 第3集                |
| 2017年 | 港台電視 | 《申訴II》                  | 葉傲             |                      |
| 2019年 | ViuTV    | 《詭探前傳》                | 司馬志全         |                      |
| 2019年 | ViuTV    | 《仇老爺爺》                | 仇樂秋           | 兼任監製、編劇、導演 |
| 2022年 | ViuTV    | 《940920》                  | 未來人           | 客串                 |

### 電影
| 年份   | 名稱                    | 角色                  | 導演   | 備註 |
| ------ | ----------------------- | --------------------- | ------ | ---- |
| 2015年 | 哪一天我們會飛          | 少年彭盛華            | 黃修平 |      |
| 2015年 | 十年：自焚者            | 柏陽                  | 周冠威 |      |
| 2016年 | 老笠                    | 機動部隊警察          | 火火   |      |
| 2017年 | 同囚                    | 梁奕凡                | 黃國權 |      |
| 2018年 | 中英街1號               | 1967：振民 2019：一航 | 趙崇基 |      |
| 2018年 | 非同凡響                | 水貨客                | 歐文傑 | 客串 |
| 2018年 | 起底組                  | 雷安明                | 薛可正 |      |
| 2018年 | 無敵破壞王2：打爆互聯網 | 阿修（Felix）         |        | 配音 |
| 2021年 | 狂舞派3                 | 記者                  | 黃修平 |      |
| 2023年 | 送院途中                | 王維                  | 卓韻芝 |      |
| 2024年 | 看我今天怎麼說          | 葉子信                | 黃修平 |      |

### 微電影
| 年份   | 名稱           | 角色   | 導演           | 備註                           |
| ------ | -------------- | ------ | -------------- | ------------------------------ |
| 2014年 | 《愛，不難》   | 莫子俊 | 林志龍         | [ 13 ] [ 2 ]                   |
| 2014年 | 《海濱薄夢》   | 姚家偉 | 舒 琪          | [ 14 ] [ 15 ]                  |
| 2014年 | 《激戰獅子山》 | 賤輝   | 游學修、何爵天 | 「學舌鳥」作品，身兼導演、編劇 |
| 2016年 | 《綠帽》       |        | 吳迪峰         |                                |
| 2017年 | 《灰飛煙滅》   | 阿仁   | 伍詠薇         | 《碌卡大導》其中一齣短片       |

### 電視節目
| 年份   | 電視台 | 節目名         | 備註                      |
| ------ | ------ | -------------- | ------------------------- |
| 2016年 | ViuTV  | 《巨門陣》     | 第2、9、11集 參賽者，冠軍 |
| 2017年 | ViuTV  | 《碌卡大導》   | 微電影《灰飛煙滅》        |
| 2022年 | ViuTV  | 《演員·門》    | 主持                      |
| 2025年 | ViuTV  | 《香港達人秀》 | 主持                      |

### 廣播劇（香港電台）
| 年 份  | 片 名    | 角 色 | 合 作                              | 備註 |
| 2017年 | 《廿年》 | 占士  | 胡楓、鄭子誠、羅蘭、顏卓靈、車森梅 |      |

### MV
- 2016年-鄭秀文《我不是...》 (超迷你音樂劇集的特別出演)
- 2016年-Nowhere Boys《普通華》
- 2017年-方皓玟《Let's Say》
- 2023年-Dear Jane《浮床》
- 2025年-Tyson Yoshi、周殷廷《1994》

### 舞台劇
- 《陪着你走》（2019年香港藝術節節目）
- 《久天長地》(2021年同窗小說類劇場)
- 《我們最快樂》(2022年香港藝術節節目)
- 《極地謎情》(2023年神戲劇場十年)
- 《試鏡》        (2025年舞台劇節目)

## 音樂作品

### 單曲
註：以組合名義推出的單曲，請參閱N9#單曲。

### 派台歌曲成績
註：以組合名義推出的派台歌，請參閱N9#派台歌曲成績。

## 主要獎項
| 年份 | 獎項                                       | 作品           | 結果                       |
| ---- | ------------------------------------------ | -------------- | -------------------------- |
| 2008 | 新生命教育協會平安福音中學 Singing Contest | 不詳           | 最具台風奬及最受歡迎演出奬 |
| 2020 | 香港舞台劇獎最佳男主角（喜劇／鬧劇）       | 陪著你走       | 提名                       |
| 2023 | 香港舞台劇獎最佳男配角 (悲劇/ 正劇)        | 我們最快樂     | 提名                       |
| 2024 | 第61屆金馬獎最佳男主角                     | 看我今天怎麼說 | 提名                       |
| 2025 | 第43屆香港電影金像獎最佳男主角             | 看我今天怎麼說 | 提名                       |

## 外部連結
- 游學修在互联网电影资料库（IMDb）上的資料（英文）
- 游學修的新浪微博
- 游學修的Facebook專頁
- 游學修的Instagram帳戶
- YouTube上的今晚修你皮頻道